# (159999) Michaelgriffin
(159999) Michaelgriffin est un astéroïde de la ceinture principale.

## Description
(159999) Michaelgriffin est un astéroïde de la ceinture principale. Il fut découvert le 2 mars 2006 à Kitt Peak par Marc William Buie. Il présente une orbite caractérisée par un demi-grand axe de 2,83 UA, une excentricité de 0,04 et une inclinaison de 2,4° par rapport à l'écliptique.